# Morti nel 1981/Senza giorno specificato
| Questa pagina contiene informazioni ricavate automaticamente dalle voci biografiche con l'ausilio del template Bio e di un bot. L'aggiornamento è periodico e automatico e ricostruisce completamente la pagina. Se manca una persona in questa lista, sei pregato di non aggiungerla, ma accertati piuttosto che la sua voce biografica contenga il template Bio e che i dati anagrafici siano correttamente compilati. Se il template Bio manca, inseriscilo tu stesso o, in alternativa, metti l'avviso {{tmp\|Bio}} che ne segnala la mancanza. Se i dati riportati sono sbagliati, correggi direttamente la voce biografica; le modifiche saranno visibili in questa lista entro pochi giorni. Per chiarimenti vedi il progetto biografie. La lista contiene solo le 83 persone che sono citate nell'enciclopedia e per le quali è stato implementato correttamente il template Bio. Pagina aggiornata al 3 mar 2024. |

- 'Abd al-Masīh al-Ḥabašī, monaco cristiano eritreo (n. 1910)
- Leonidas Alaoglu, matematico canadese (n. 1914)
- Giuliano Albarello, calciatore italiano (n. 1922)
- Iride Altara, artista italiana (n. 1899)
- Bruno Amadio, pittore italiano (n. 1911)
- Nereo Annovi, pittore italiano (n. 1908)
- Carlo Balelli, fotografo italiano (n. 1894)
- Pierre Baugniet, pattinatore artistico su ghiaccio belga (n. 1925)
- Anna Bonacci, commediografa italiana (n. 1892)
- Mario Borello, prete e militare italiano (n. 1893)
- Luigi Bosatra, marciatore italiano (n. 1905)
- Arduino Buri, militare e aviatore italiano (n. 1905)
- Albert Büche, calciatore svizzero (n. 1911)
- Carlo Canavari, storico, scrittore e incisore italiano (n. 1895)
- David Carbonari, regista italiano (n. 1909)
- Francesco Coccia, scultore italiano (n. 1902)
- Arbeno d'Attimis, politico e militare italiano (n. 1895)
- Carlo Daroda, dirigente d'azienda italiano (n. 1904)
- Charles Debeur, schermidore belga (n. 1906)
- Cola Debrot, scrittore e poeta olandese (n. 1902)
- Benedetto Del Re, calciatore e allenatore di calcio italiano (n. 1905)
- Thomas B. Dewey, scrittore statunitense (n. 1915)
- Petar Đurković, astronomo serbo (n. 1908)
- Juanninu Fadda, poeta italiano (n. 1892)
- Eugenio Faludi, architetto ungherese (n. 1899)
- Fred Ford, allenatore di calcio e calciatore inglese (n. 1916)
- Mikkel Frandsen, chimico e fisico statunitense (n. 1892)
- Edward B. Garrison, storico dell'arte statunitense (n. 1900)
- Rocco Genovese, scultore italiano (n. 1925)
- August Geser, calciatore svizzero (n. 1902)
- Daniel Gillès, critico letterario e scrittore belga (n. 1917)
- Vladimir Glotov, calciatore sovietico (n. 1937)
- Paul Green, commediografo e sceneggiatore statunitense (n. 1894)
- Vitalij Gubarev, scrittore, sceneggiatore e giornalista sovietico (n. 1912)
- Frank Harrison, calciatore inglese (n. 1931)
- Walter Heitler, fisico tedesco (n. 1904)
- Billy Higgins, calciatore inglese (n. 1924)
- Abdol Hossein Sardari, diplomatico iraniano (n. 1914)
- Saul Israel, scrittore, medico e biologo italiano (n. 1897)
- Leopoldas Kepalas, cestista lituano (n. 1912)
- Kathleen Le Messurier, tennista australiana
- Vittore Marchi, filosofo, magistrato e militare italiano (n. 1892)
- Marcelino Massana, guerrigliero e anarchico spagnolo (n. 1918)
- Adolfo Merella, chitarrista italiano (n. 1908)
- Guerrino Mattia Monassi, incisore e medaglista italiano (n. 1918)
- Ernesto Montù, ingegnere e inventore italiano (n. 1893)
- Elfego Hernán Monzón Aguirre, politico guatemalteco (n. 1912)
- Cecilia Motzo Dentice d'Accadia, pedagogista, scrittrice e filosofa italiana (n. 1893)
- Roger Mucchielli, psicologo francese (n. 1919)
- Bergin Nilsen, ginnasta e multiplista statunitense (n. 1881)
- Erika Nymgau-Odemar, attrice teatrale, attrice cinematografica e doppiatrice tedesca (n. 1889)
- Michele Ortuso, chitarrista, direttore d'orchestra e compositore italiano (n. 1908)
- Ahmad Reza Pahlavi, principe iraniano (n. 1925)
- Santi Paladino, giornalista italiano (n. 1902)
- Kostas Papaioannou, filosofo e storico dell'arte greco (n. 1921)
- Tommi Parzinger, illustratore e designer tedesco (n. 1903)
- Louise Pettibone Smith, biblista e traduttrice statunitense (n. 1887)
- Sebastian Ploner, pallanuotista austriaco (n. 1907)
- Cyril Potter, educatore, insegnante e compositore guyanese (n. 1899)
- Mino Pretti, politico italiano (n. 1904)
- Ferdinando Raffaelli, generale italiano (n. 1899)
- Giuseppe Rebesco, scultore italiano (n. 1911)
- Samuel Renshaw, psicologo statunitense (n. 1892)
- Bill Ridding, calciatore e allenatore di calcio inglese (n. 1911)
- Marcella Rivi, paroliera e cantante italiana (n. 1910)
- Carmelo Robledo, pugile argentino (n. 1912)
- Luis Rongo, calciatore argentino (n. 1915)
- Reginaldo Santilli, religioso, teologo e giornalista italiano (n. 1908)
- Ezio Serantoni, partigiano italiano (n. 1902)
- Salvatore Serra, mafioso italiano (n. 1949)
- Tat'jana Sevrjukova, pesista sovietica (n. 1917)
- Lidio Stefanini, calciatore italiano (n. 1913)
- Losang Yeshe Tenzin Gyatso Pelsangpo, monaco buddhista tibetano (n. 1901)
- Leopold Tritsch, calciatore rumeno (n. 1901)
- Edward Ingram Watkin, scrittore e filosofo inglese (n. 1888)
- Jim White, giocatore di football americano statunitense (n. 1948)
- Alfred Wiesner, architetto, imprenditore e partigiano austriaco (n. 1908)
- Elizabeth Langdon Williams, astronoma statunitense (n. 1879)
- Ricardo Wolf, inventore, filantropo e ambasciatore tedesco (n. 1887)
- Bob Wyllie, calciatore scozzese (n. 1929)
- Sanae Yamamoto, regista, produttore cinematografico e animatore giapponese (n. 1898)
- Carlo Zanoletti, pittore italiano (n. 1898)
- Bruno Ziz, calciatore e allenatore di calcio italiano (n. 1920)